# Wim Dormans
Willem (Wim) Dormans (Maastricht, 1 januari 1921 - Geleen, 5 oktober 1999) was een Nederlands voetballer die speelde voor MVV en Fortuna '54.

## Beginjaren
Dormans begon met voetballen bij de jeugd van de Maastrichtse afdelingsclub VVM (Voetbal Vereniging St. Martinus). In de senioren ging hij over naar Gronsveldsche Boys.
Bij deze vereniging liep hij een schorsing van vijf jaar op nadat hij de scheidsrechter een klap had gegeven. Het incident gebeurde op 28 december 1941 in de wedstrijd tegen MVV 3. De schorsing van de KNVB liep van 15 januari 1942 tot 15 januari 1947.
In de oorlogsjaren werd hij te werk gesteld in Duitsland, in de buurt van Stuttgart. Daar kon hij zijn straf omzeilen door te blijven trainen en voetballen. Samen met andere Nederlanders speelde hij wedstrijden tegen Belgische en Franse elftallen.

## Einde schorsing
Vlak na zijn 26e verjaardag zat de schorsing van vijf jaar erop en hij werd officieel 'gerehabiliteerd' door de KNVB. Hij ging spelen bij Willem I in Maastricht. Daar plukte MVV hem in 1949 weg. Hij ontwikkelde zich bij de 'Sterredragers' tot een voorstopper die voor aanvallers lastig te passeren was. Hij maakte ook zijn opwachting in het Limburgs elftal.
Bij MVV nam hij na vijf seizoenen in mineur afscheid. Tijdens de met 4-1 verloren derby tegen Limburgia op 14 maart 1954 liep het niet bij MVV. Dormans kreeg het aan de stok met een medespeler waarna het MVV-bestuur hem voor een duel schorste. Hij accepteerde de straf niet en kwam de rest van het seizoen niet meer in actie voor de Maastrichtenaren.

## Prof bij Fortuna'54
Dormans stapte, samen met zijn teamgenoot André Ravestijn, van MVV over naar het pas opgerichte Fortuna '54 dat deelnam aan de 'wilde' competitie van de NBVB.
Door deze overstap werd hij op 15 juli 1954 geroyeerd door de KNVB. Wegens toetreden tot een niet erkende voetbalorganisatie, luidde de verklaring in Sportkroniek. Fortuna'54 sloot de beroepscompetitie na tien duels als winnaar af.
Eind november fuseerde de KNVB met de NBVB en kon Fortuna'54 op legale wijze profvoetbal gaan spelen.
Wim Dormans was al 33 jaar toen hij prof werd. Als verdediger was hij een vaste waarde in het Geleense 'sterrenteam' met buitenlandse ex-profs als Bram Appel, Bart Carlier, Cor van der Hart en Frans de Munck. 

## Einde loopbaan
Een knieblessure leek ik het voorjaar van 1958 een einde te maken aan zijn carrière. Hij onderging een knieoperatie in Duitsland.
Na een afwezigheid van negen maanden keerde hij als bijna 38-jarige eind 1958 toch weer terug op het voetbalveld. Na dat seizoen stopte hij definitief.
Hij bleef daarna als jeugd- en hulptrainer nog jarenlang aan Fortuna'54 verbonden. 

## Privé
Wim Dormans trad op 2 november 1942 in het huwelijk met Hubertina Scharis. Ze kregen vier kinderen: Louis, Bèr, Jerry en Isabella. Dormans overleed op 78-jarige leeftijd in 1999 in Geleen.

## Carrièrestatistieken
| Seizoen | Club        | Land      | Competitie           | Competitie | Competitie | Beker | Beker | Internationaal | Internationaal | Overig | Overig | Totaal | Totaal |
| Seizoen | Club        | Land      | Competitie           | Wed.       | Dlp.       | Wed.  | Dlp.  | Wed.           | Dlp.           | Wed.   | Dlp.   | Wed.   | Dlp.   |
| ------- | ----------- | --------- | -------------------- | ---------- | ---------- | ----- | ----- | -------------- | -------------- | ------ | ------ | ------ | ------ |
| 1949/50 | MVV         | Nederland | Eerste klasse Zuid I | 18         | 0          | –     | 0     | 0              | 0              | 0      | 0      | 18     | 0      |
| 1950/51 | MVV         | Nederland | Eerste klasse E      | 21         | 0          | –     | 0     | 0              | 0              | 0      | 0      | 21     | 0      |
| 1951/52 | MVV         | Nederland | Eerste klasse C      | 26         | 0          | –     | 0     | 0              | 0              | 0      | 0      | 26     | 0      |
| 1952/53 | MVV         | Nederland | Eerste klasse C      | 26         | 0          | –     | 0     | 0              | 0              | 0      | 0      | 26     | 0      |
| 1953/54 | MVV         | Nederland | Eerste klasse D      | 17         | 0          | –     | 0     | 0              | 0              | 0      | 0      | 17     | 0      |
| 1954/55 | Fortuna '54 | Nederland | NBVB (Afgebroken)    | 10         | 0          | –     | –     | 0              | 0              | 0      | 0      | 10     | 0      |
| 1954/55 | Fortuna '54 | Nederland | Eerste klasse B      | 26         | 0          | –     | –     | 0              | 0              | 0      | 0      | 26     | 0      |
| 1955/56 | Fortuna '54 | Nederland | Hoofdklasse A        | 34         | 0          | –     | –     | 0              | 0              | 0      | 0      | 34     | 0      |
| 1956/57 | Fortuna '54 | Nederland | Eredivisie           | 34         | 0          | –     | 0     | 0              | 0              | 0      | 0      | 34     | 0      |
| 1957/58 | Fortuna '54 | Nederland | Eredivisie           | 24         | 0          | –     | 0     | 0              | 0              | 0      | 0      | 24     | 0      |
| 1958/59 | Fortuna '54 | Nederland | Eredivisie           | 15         | 0          | –     | 0     | 0              | 0              | 0      | 0      | 15     | 0      |
| Totaal  | Totaal      | Totaal    | Totaal               | 251        | 0          | –     | 0     | 0              | 0              | 0      | 0      | 251    | 0      |